# روب ديورست
روب ديورست (بالإنجليزية: Rob Dewhurst)‏ هو لاعب كرة قدم بريطاني في مركز الدفاع، ولد في 10 سبتمبر 1971 في كيثلي ‏ في المملكة المتحدة. لعب مع بلاكبيرن روفرز وسكونثورب يونايتد ونادي إكزتر سيتي ونادي دارلنجتون وهال سيتي وهدرسفيلد تاون.

## وصلات خارجية
- روب ديورست على موقع قاعدة بيانات كرة القدم.إي يو (الإنجليزية)
- روب ديورست على موقع Soccerbase.com (لاعب) (الإنجليزية)
- روب ديورست على موقع اللجنة الأولمبية الأسترالية (الإنجليزية)